# Cristina Jesus
Cristina Maria Domingues de Jesus (7 de agosto de 1971) é uma deputada e política portuguesa. Ela é deputada à Assembleia da República na XIV legislatura pelo Partido Socialista. Ela possui uma licenciatura em Organização e Gestão de Empresas pela Faculdade Economia Universidade de Coimbra.